# I liga 1999-2000 (calcio a 5)
Il Campionato polacco di calcio a 5 1999-2000 detto Liga halowa è stato il sesto campionato polacco di calcio a 5, disputato nella stagione 1999/2000 e che ha visto imporsi per la prima volta nella sua storia il Clearex Chorzów al primo campionato di massima categoria, davanti al P.A. Nova Gliwice.
| Pos | Squadra             | Pti | G  | V  | N | P  | GF  | GS  |
| --- | ------------------- | --- | -- | -- | - | -- | --- | --- |
| 1   | Clearex Chorzów     | 49  | 22 | 15 | 4 | 3  | 105 | 51  |
| 2   | P.A. Nova Gliwice   | 46  | 22 | 14 | 4 | 4  | 108 | 65  |
| 3   | Cuprum Polkowice    | 44  | 22 | 14 | 2 | 6  | 95  | 60  |
| 4   | Jango Gliwice       | 37  | 22 | 12 | 1 | 9  | 90  | 79  |
| 5   | Impel Głogów        | 35  | 22 | 10 | 5 | 7  | 80  | 71  |
| 6   | KP Warszawa         | 33  | 22 | 10 | 3 | 9  | 79  | 86  |
| 7   | DSI Legnica         | 29  | 22 | 9  | 2 | 11 | 84  | 83  |
| 8   | Skala Gralco Tychy  | 29  | 22 | 9  | 2 | 11 | 91  | 101 |
| 9   | Telsport Katowice   | 27  | 20 | 7  | 6 | 9  | 70  | 73  |
| 10  | Mistreated Jaworzno | 19  | 22 | 6  | 1 | 15 | 86  | 129 |
| 11  | Sedtex Gliwice      | 18  | 22 | 5  | 3 | 14 | 62  | 108 |
| 12  | Laguna Brzeg Dolny  | 12  | 22 | 3  | 2 | 16 | 79  | 123 |

|  | Campione   |
|  | Retrocesse |